# カバロ
カバロは、コンゴ民主共和国タンガニーカ州のルアラバ川沿いに位置する町。

## 交通
カバロは、北部への線路と東部のタンガニーカ湖へと続く線路の分岐点である。 
カバロ空港から運行している。 